# Mycterus nodicornis
Mycterus nodicornis is een keversoort uit de familie Mycteridae. De wetenschappelijke naam van de soort is voor het eerst geldig gepubliceerd in 1924 door Champion.